# Karl Engelbrektson
Karl Lorentz Engelbrekt Engelbrektson, född 12 februari 1962 i Falkenbergs församling i Hallands län, är en svensk militär (generalmajor). Engelbrektson var mellan den 1 juni 2016 till den 18 juni 2023 Sveriges arméchef.

## Biografi
Engelbrektson började sin karriär som värnpliktig vid Bohusläns regemente år 1981 och blev fänrik 1984. Han examinerades från Försvarshögskolan 1996 och gick via Militära underrättelse- och säkerhetstjänsten (MUST) till Försvarsdepartementet med bland annat inriktning på militärt samarbete inom EU som arbetsuppgift.
År 1998 återvände han till försvarshögkvarteret via säkerhetspolitiska studier i Genève för att 2001–2003 tjänstgöra vid Gotlands regemente (P 18). År 2003 blev Engelbrektson chef för Kosovobataljon nr 9 KS09. Därefter blev han befordrad till överste och var tjänsteförrättande chef för Gotlands militärdistrikt (MDG) 2004–2005 och 2005 koordinator med placering på Högkvarteret för ett eventuellt svensk bidrag till EU Battlegroup.
Under sin tid som chef för snabbinsatsstyrkan Nordic Battlegroup (NBG 08) blev Engelbrektson ifrågasatt för sitt val att avmanliga förbandets emblem, genom att ta bort en manlig symbol på det traditionella, heraldiska lejon som prydde förbandstecknet. Engelbrektson drev mycket hårt genusfrågan under NBG 2008:s tid, genom att bland annat implementera FN-resolutionen 1325 i utbildning och planering, vilket beundrades av vissa men ledde till kritik från andra. Vissa menade att Engelbrektson satte alltför stort fokus på denna fråga relativt förbandets mycket allvarliga problem med materieltillförsel och skenande ekonomi. Misskötseln av ekonomin var signifikant under NBG 2008:s tid, vilket Riksrevisionen uppmärksammade i en rapport 2010.[källa behövs] Försvarsmakten har dock tillbakavisat delar av denna kritik.[källa behövs]
Åren 2010–2014 var han Sveriges nationelle representant som militär rådgivare i Europeiska unionens militärkommitté i Bryssel och 2014–2016 förbandsproduktionschef i Högkvarteret. Från och med den 1 juni 2016 är han arméchef.
Karl Engelbrektson invaldes 2006 som ledamot av Kungliga Krigsvetenskapsakademien. Sedan den 14 april 2016 är han Innocenceordens stormästare.